# Nuoto ai campionati mondiali di nuoto 2019 - 50 metri dorso maschili
La gara di nuoto dei 50 metri dorso maschili dei campionati mondiali di nuoto 2019 è stata disputata il 27 luglio e il 28 luglio presso il Nambu International Aquatics Centre di Gwangju. Vi hanno preso parte 74 atleti provenienti da 67 nazioni.

## Podio
| Posizione | Atleta             | Nazionalità |
| --------- | ------------------ | ----------- |
| Oro       | Zane Waddell       | Sudafrica   |
| Argento   | Evgenij Rylov      | Russia      |
| Bronzo    | Kliment Kolesnikov | Russia      |

## Programma
| Data           | Ora (UTC+9) | Turno      |
| -------------- | ----------- | ---------- |
| 27 luglio 2019 | 10:23       | Batterie   |
| 27 luglio 2019 | 21:08       | Semifinali |
| 28 luglio 2019 | 20:02       | Finale     |

## Record
Prima della manifestazione il record del mondo e il record dei campionati erano i seguenti.
| Record mondiale       | 24"00 | Kliment Kolesnikov Russia  | 4 agosto 2018 Glasgow, Regno Unito |
| Record dei campionati | 24"04 | Liam Tancock Gran Bretagna | 2 agosto 2009 Roma, Italia         |

## Risultati

### Batterie[2]
| Pos. | Batteria | Corsia | Atleta                 | Nazionalità                   | Tempo | Note             |
| ---- | -------- | ------ | ---------------------- | ----------------------------- | ----- | ---------------- |
| 1    | 8        | 4      | Kliment Kolesnikov     | Russia                        | 24"61 | Q                |
| 2    | 7        | 5      | Michael Andrew         | Stati Uniti                   | 24"70 | Q                |
| 3    | 8        | 3      | Jérémy Stravius        | Francia                       | 24"78 | Q                |
| 4    | 7        | 6      | Zane Waddell           | Sudafrica                     | 24"84 | Q                |
| 5    | 6        | 5      | Xu Jiayu               | Cina                          | 24"87 | Q                |
| 6    | 6        | 4      | Ryan Murphy            | Stati Uniti                   | 24"93 | Q                |
| 7    | 5        | 6      | Mohamed Samy           | Egitto                        | 24"95 | Q                |
| 8    | 6        | 2      | Guilherme Guido        | Brasile                       | 24"98 | Q                |
| 9    | 7        | 4      | Robert Glință          | Romania                       | 25"00 | Q                |
| 9    | 8        | 7      | Apostolos Christou     | Grecia                        | 25"00 | Q                |
| 11   | 8        | 5      | Shane Ryan             | Irlanda                       | 25"10 | Q r              |
| 12   | 6        | 6      | Jonatan Kopelev        | Israele                       | 25"11 | Q                |
| 12   | 7        | 3      | Mikita Tsmyh           | Bielorussia                   | 25"11 | Q                |
| 14   | 8        | 6      | Richárd Bohus          | Ungheria                      | 25"12 | Q                |
| 15   | 8        | 2      | Evgenij Rylov          | Russia                        | 25"16 | Q                |
| 16   | 7        | 2      | Michael Laitarovsky    | Israele                       | 25"26 | Q                |
| 17   | 7        | 7      | Simone Sabbioni        | Italia                        | 25"28 | Q                |
| 18   | 8        | 8      | Gábor Balog            | Ungheria                      | 25"29 |                  |
| 19   | 7        | 0      | Tomasz Polewka         | Polonia                       | 25"31 |                  |
| 20   | 6        | 3      | Mitch Larkin           | Australia                     | 25"33 |                  |
| 21   | 7        | 8      | Thierry Bollin         | Svizzera                      | 25"37 |                  |
| 22   | 5        | 4      | Lee Ju-ho              | Corea del Sud                 | 25"42 |                  |
| 23   | 6        | 1      | Juan Segura            | Spagna                        | 25"46 |                  |
| 24   | 5        | 2      | Quah Zheng Wen         | Singapore                     | 25"50 |                  |
| 24   | 8        | 1      | Bernhard Reitshammer   | Austria                       | 25"50 |                  |
| 26   | 6        | 0      | Thomas Ceccon          | Italia                        | 25"58 |                  |
| 26   | 6        | 8      | Nicholas Pyle          | Gran Bretagna                 | 25"58 |                  |
| 28   | 6        | 7      | Conor Ferguson         | Irlanda                       | 25"60 |                  |
| 29   | 5        | 3      | Charles Hockin         | Paraguay                      | 25"62 |                  |
| 30   | 5        | 5      | Alexis Santos          | Portogallo                    | 25"68 |                  |
| 31   | 6        | 9      | Tomáš Franta           | Rep. Ceca                     | 25"69 |                  |
| 32   | 5        | 1      | Nguyen Paul Le         | Vietnam                       | 25"73 |                  |
| 33   | 8        | 9      | Wang Peng              | Cina                          | 25"79 |                  |
| 34   | 4        | 6      | Srihari Nataraj        | India                         | 25"83 | Record nazionale |
| 35   | 4        | 2      | Merdan Ataýew          | Turkmenistan                  | 25"84 |                  |
| 36   | 4        | 7      | Kristofer Rogic        | Croazia                       | 25"91 |                  |
| 37   | 4        | 3      | Metin Aydin            | Turchia                       | 25"95 |                  |
| 37   | 5        | 7      | Emir Muratović         | Bosnia ed Erzegovina          | 25"95 |                  |
| 39   | 5        | 0      | Karl Johann Luht       | Estonia                       | 25"97 |                  |
| 40   | 4        | 4      | Chuang Mu-lun          | Taipei cinese                 | 25"99 |                  |
| 41   | 7        | 1      | I Gede Siman Sudartawa | Indonesia                     | 26"00 |                  |
| 42   | 4        | 1      | Driss Lahrichi         | Marocco                       | 26"12 |                  |
| 42   | 5        | 8      | Tern Jian Han          | Malaysia                      | 26"12 |                  |
| 44   | 4        | 8      | Kristinn Þórarinsson   | Islanda                       | 26"42 |                  |
| 44   | 4        | 9      | Ģirts Feldbergs        | Lettonia                      | 26"42 |                  |
| 46   | 3        | 6      | Steven Aimable         | Senegal                       | 26"48 |                  |
| 46   | 7        | 9      | Robinson Molina        | Venezuela                     | 26"48 |                  |
| 48   | 4        | 0      | Jack Kirby             | Barbados                      | 26"52 |                  |
| 49   | 5        | 9      | Armando Barrera        | Cuba                          | 26"53 |                  |
| 50   | 2        | 1      | Ali Al-Zamil           | Kuwait                        | 26"79 |                  |
| 51   | 3        | 1      | Jason Arthur           | Ghana                         | 26"84 |                  |
| 52   | 3        | 2      | Gabriel Castillo       | Bolivia                       | 26"94 |                  |
| 53   | 4        | 5      | Kasipat Chograthin     | Thailandia                    | 26"95 |                  |
| 54   | 3        | 5      | Filippos Iakovidis     | Cipro                         | 27"00 |                  |
| 55   | 3        | 4      | Dimuth Peiris          | Sri Lanka                     | 27"18 |                  |
| 56   | 1        | 3      | Ghirmai Efrem          | Eritrea                       | 27"96 |                  |
| 57   | 3        | 3      | Bradley Vincent        | Mauritius                     | 27"97 |                  |
| 58   | 1        | 5      | Delron Felix           | Grenada                       | 28"15 |                  |
| 59   | 3        | 7      | Eisner Barberena       | Nicaragua                     | 28"25 |                  |
| 60   | 3        | 8      | Ado Gargović           | Montenegro                    | 28"27 |                  |
| 61   | 2        | 7      | Omar Alrowaila         | Bahrein                       | 28"57 |                  |
| 63   | 2        | 8      | Juhn Tenorio           | Isole Marianne Settentrionali | 29"42 |                  |
| 62   | 2        | 2      | Juwel Ahmmed           | Bangladesh                    | 29"33 |                  |
| 64   | 2        | 4      | Tendo Mukalazi         | Uganda                        | 29"70 |                  |
| 65   | 3        | 0      | Leon Seaton            | Guyana                        | 29"92 |                  |
| 66   | 2        | 0      | Alassane Lancina       | Niger                         | 30"01 |                  |
| 67   | 3        | 9      | Santisouk Inthavong    | Laos                          | 30"75 |                  |
| 68   | 2        | 5      | Olimjon Ishanov        | Tagikistan                    | 31"51 |                  |
| 69   | 1        | 2      | Samuele Rossi          | Seychelles                    | 31"67 |                  |
| 70   | 2        | 3      | Alie Kamara            | Sierra Leone                  | 34"66 |                  |
| 71   | 2        | 9      | Houmed Barkat          | Gibuti                        | 37"03 |                  |
| 72   | 1        | 6      | Hollingsword Wolul     | Vanuatu                       | 38"67 |                  |
| 73   | 2        | 6      | Hedayatullah Noorzad   | Afghanistan                   | 39"09 |                  |
| 74   | 1        | 4      | Phillip Kinono         | Isole Marshall                | 41"27 |                  |

### Semifinali[3]
| Pos. | Semifinale | Corsia | Atleta              | Nazionalità | Tempo | Note |
| ---- | ---------- | ------ | ------------------- | ----------- | ----- | ---- |
| 1    | 2          | 4      | Kliment Kolesnikov  | Russia      | 24"35 | Q    |
| 2    | 2          | 2      | Robert Glință       | Romania     | 24"53 | Q    |
| 3    | 1          | 1      | Evgenij Rylov       | Russia      | 24"56 | Q    |
| 4    | 1          | 3      | Ryan Murphy         | Stati Uniti | 24"64 | Q    |
| 5    | 1          | 5      | Zane Waddell        | Sudafrica   | 24"72 | Q    |
| 6    | 2          | 3      | Xu Jiayu            | Cina        | 24"73 | Q    |
| 7    | 1          | 4      | Michael Andrew      | Stati Uniti | 24"76 | Q    |
| 8    | 1          | 2      | Apostolos Christou  | Grecia      | 24"76 | Q    |
| 9    | 1          | 6      | Guilherme Guido     | Brasile     | 24"87 |      |
| 10   | 2          | 1      | Richárd Bohus       | Ungheria    | 24"88 |      |
| 11   | 2          | 5      | Jérémy Stravius     | Francia     | 24"98 |      |
| 12   | 2          | 8      | Michael Laitarovsky | Israele     | 25"01 |      |
| 13   | 2          | 7      | Jonatan Kopelev     | Israele     | 25"02 |      |
| 14   | 1          | 8      | Simone Sabbioni     | Italia      | 25"06 |      |
| 15   | 1          | 7      | Mikita Tsmyh        | Bielorussia | 25"12 |      |
| 16   | 2          | 6      | Mohamed Samy        | Egitto      | 25"16 |      |

### Finale[4]
| Pos. | Corsia | Atleta             | Nazionalità | Tempo | Note             |
| ---- | ------ | ------------------ | ----------- | ----- | ---------------- |
|      | 2      | Zane Waddell       | Sudafrica   | 24"43 |                  |
|      | 3      | Evgenij Rylov      | Russia      | 24"49 |                  |
|      | 4      | Kliment Kolesnikov | Russia      | 24"51 |                  |
| 4    | 6      | Ryan Murphy        | Stati Uniti | 24"53 |                  |
| 5    | 1      | Michael Andrew     | Stati Uniti | 24"58 |                  |
| 6    | 7      | Xu Jiayu           | Cina        | 24"64 |                  |
| 7    | 5      | Robert Glință      | Romania     | 24"67 |                  |
| 8    | 8      | Apostolos Christou | Grecia      | 24"75 | Record nazionale |